# Crise des missiles nord-coréens de juillet 2006

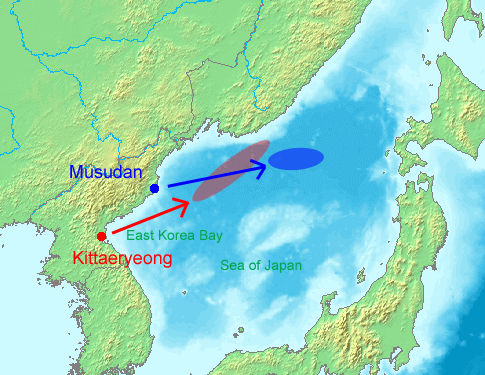
Carte montrant les zones de départ et d'arrivée des missiles

La crise des missiles nord-coréens de juillet 2006 est une crise diplomatique provoquée par le lancement de plusieurs missiles balistiques par la Corée du Nord le 5 juillet 2006 (heure locale) en contradiction avec ses engagements pris antérieurement.

## Les tirs de missiles
Le 4 juillet 2006, la Corée du Nord procède à 7 tirs de missiles balistiques (selon les Américains, alors que les Russes en ont dénombré « une dizaine »), dont 1 missile balistique intercontinental de type « Taepodong-2 » d'une portée théorique de 3 500 à 6 700 km susceptible d'atteindre les territoires américains d'Hawaii et de l'Alaska en contradiction avec ses engagements antérieurs (moratoire unilatéral sur les tests de missiles décrété par la Corée du Nord en 1999) et sans avertissement préalable à l'Organisation de l'aviation civile internationale. 
Cependant, le missile de longue portée « Taepodong-2 » est retombé à seulement quelques centaines de kilomètres de sa rampe de lancement, « probablement détruit sur ordre du centre de contrôle » par les Nord-Coréens, selon Dimitri Kossyrev, commentateur politique de RIA-Novosti, ou victime d'une défaillance technique selon d'autres sources.
Toujours selon le commentateur politique russe, les tirs nord-coréens n'auraient qu'une valeur limitée sur le plan militaire, sans représenter une surprise ni une menace militaire accrue pour les experts américains :
« La veille de cet événement des experts américains avaient déclaré qu’ils doutaient que le missile nord-coréen à portée accrue puisse transporter une charge de même importance. Enfin, le Washington post rappelle que la Corée du Nord « aura encore besoin de plusieurs années avant de créer une charge nucléaire suffisamment petite pour pouvoir la placer dans le missile. [...] Sans parler que malgré les affirmations réitérées de Pyongyang, les experts ne croient pas que la Corée du Nord soit une « puissance nucléaire ». Ainsi, du point de vue purement militaire, il n’y a pas lieu de trop s’inquiéter, abstraction faite de la chute éventuelle d’un missile nord-coréen sur une route aérienne ou un bateau de pêche. »
Il faut rappeler que ce texte fut écrit avant l'essai nucléaire nord-coréen du 9 octobre 2006.
Les réactions diplomatiques ont cependant été très vives, la Corée du Nord ayant procédé à des tirs le jour de la fête nationale américaine, dans un contexte de renouvellement de l'accord de défense nippo-américain.

## La justification nord-coréenne: forcer les États-Unis à la négociation
La Corée du Nord a justifié ses tirs de missile en observant qu'ils relevaient, selon elle, de son droit souverain à se défendre en cas d'attaque américaine. Ainsi, selon des spécialistes sud-coréens cités par Philippe Pons.
« En s'armant, Pyongyang cherche réellement à prévenir une attaque américaine, échaudé par l'invasion de l'Irak, affirment des analystes sud-coréens. Et, frustrée par les négociations multipartites, la Corée du Nord cherche surtout à forcer les États-Unis à engager des négociations bilatérales, imitant ainsi Téhéran. Le but : monnayer l'abandon de son programme nucléaire contre des concessions économiques. « A court terme, les États-Unis vont réagir avec colère au lancement [de missiles], mais ils vont se rendre compte que la seule solution à long terme est d'engager des pourparlers directs avec la Corée du Nord",  estime Paik Hak-soon, de l'Institut Sejong à Séoul ».
L'agence de presse officielle nord-coréenne KCNA a de surcroît estimé que, selon elle, « il s’agit d’exercices de routine destinés à renforcer la défense du pays » .
La démonstration de force nord-coréenne le jour où les États-Unis célébré leur fête nationale du 4 juillet (situé de l'autre côté de la ligne de changement de date) intervient dans un contexte où la Corée du Nord souhaite lever les sanctions financières contre Pyongyang, et où les blocages des négociations sur le dossier nucléaire nord-coréen est également imputé à l'intransigeance de Washington : ainsi, selon le quotidien canadien « La Presse », « La Corée du Nord et les États-Unis devront changer d’attitude. Washington en particulier devra cesser de tout demander tout de suite, et accepter des concessions graduelles », estime l’américain David Albright, ancien inspecteur pour les armes nucléaires en Irak,
À plus long terme, selon l'agence de presse sud-coréenne « Yonhap », la Corée du Nord voudrait conduire les Américains à négocier un traité de paix : « Le Nord garde la porte ouverte au dialogue avec les États-Unis, rappelle l’agence de presse sud-coréenne. La Corée du Nord serait d’accord d’abandonner son programme nucléaire en échange de garanties de sécurité et d’une aide économique. » (source : agence sud-coréenne Yonhap, 6 juillet 2006).
L'AFP rapporte que le numéro un nord-coréen Kim Jong-Il refuse de faire « la moindre concession » aux États-Unis et a averti que son pays était prêt à une « guerre totale » (...) en cas de « vengeance » des États-Unis.
La Corée du Nord a annoncé mercredi l'annulation de réunions inter-coréennes de familles séparées par la guerre de 1950-53, accusant sa voisine du Sud de se faire la complice de l'Occident dans sa condamnation des tirs de missiles nord-coréens et a placé son armée en état d'alerte.

## Les réactions internationales

### L'opposition de la plupart des grandes puissances
Ces tirs ont ainsi suscité de fortes réactions dans la communauté internationale, notamment de la part des États-Unis, du Japon, de Russie et la Corée du Sud. Le Japon et les États-Unis ont dénoncé une « provocation » de la Corée du Nord, tandis que la Corée du Sud exprimait sa « condamnation ».
Selon les agences AFP et Reuters citées par Le Monde, « l'ambassadeur américain à l'ONU, John Bolton, a annoncé vendredi 7 juillet qu'un projet de résolution appelant à des sanctions financières contre la Corée du Nord, après les tirs de missiles de Pyongyang, serait officiellement présenté au Conseil de sécurité de l'ONU dans la journée. »
George W. Bush a, lui aussi, estimé à Chicago que le Conseil de sécurité devait voter une résolution qui « condamne » la Corée du Nord. Sans prononcer le mot de « sanctions », le président américain a souligné la nécessité de parvenir à un consensus international à l'ONU. Ainsi, les États-Unis soutiennent un projet de résolution déposé par le Japon, qui appelle la Corée du Nord à reprendre les négociations sur ses programmes nucléaires et la menace de mesures punitives.
Le projet de résolution, initié par le Japon avec le soutien des États-Unis, de la Grande-Bretagne et de la France, fait suite aux mesures de rétorsion immédiatement adoptées par le Japon : les liaisons par ferry entre le Japon et la Corée du Nord ont été suspendues.
La Corée du Sud a annoncé la suspension de ses livraisons de céréales à la Corée du Nord, tandis que le dialogue intercoréen en vue de la réunification de la Corée s'est poursuivi : selon l'agence sud-coréenne Yonhap, « la Corée du Sud et la Corée du Nord se sont accordées sur la tenue conjointe d’un festival en faveur de la réunification en Corée du Nord à la mi-août. C’est ce qu’ont annoncé ses promoteurs du Sud dimanche » ).
Le ministre des affaires étrangères thaïlandais Kantathee Supamongkol a exprimé son inquiétude concernant ce test, et a pressé la Corée du Nord à retourner aux discussions six-partites. Le Thaïlande a en effet joué un rôle informel dans les négociations entre les principaux protagoniqteses – les deux Corées, le Japon, la Chine, la Russie et les Etats-Unis.

### Un appel de la Chine et de la Russie à la négociation diplomatique
La république populaire de Chine, pour sa part, a refusé de dénoncer les tirs nord-coréens, appelant la communauté internationale au dialogue et à la retenue.
Des responsables chinois se sont alors rendus à Pyongyang pour conduire des négociations diplomatiques.

### La résolution votée par le Conseil de sécurité des Nations unies
Le Conseil de sécurité des Nations unies a adopté le samedi 15 juillet 2006, à l’unanimité, une résolution de compromis, immédiatement rejetée par Pyongyang, exigeant que la Corée du Nord suspende toutes les activités liées à son programme de missiles balistiques.
Ce texte, résultat de onze jours de difficiles négociations entre les grandes puissances, ne comporte pas, contrairement à ce que souhaitaient le Japon et les États-Unis, de référence à l’article VII de la Charte des Nations Unies qui permet, en cas de non-respect, le recours à la force (...).
M. Pak Gil Yon, ambassadeur nord-coréen aux Nations unies, a également condamné ce qu’il a décrit comme des tentatives « d’utiliser le Conseil de sécurité à mauvais escient pour leurs buts politiques méprisables », afin d’isoler la Corée du Nord et de la soumettre à des pressions. Il a averti que la Corée du Nord n’aurait pas d’autre solution que de prendre des « actions physiques plus fortes » si un pays « osait critiquer » les manœuvres.